# Mark Blundell
Mark Blundell (Barnet, 8 april 1966) is een voormalige Britse autocoureur. Hij maakte zijn Formule 1-debuut in 1991 bij Brabham en nam deel aan 63 Grands Prix waarvan hij er 61 mocht starten. Hij scoorde 32 punten.

## Carrière

### Eerste racejaren
Blundell startte op veertienjarige leeftijd als motorrijder en vergaarde onmiddellijk veel succes. Hij werd een van de toprijders maar op zeventienjarige leeftijd stapte hij over naar de vierwielers, de Britse Formule Ford. Hij oogstte in zijn eerste seizoen opnieuw succes met 25 overwinningen en 24 polepositions. Het jaar erna won Blundell de Britse Formule Ford 1600 cc series en het volgend jaar ook de 2000 cc. Hij deed een stapje terug naar de Europese Formule Ford 1600 cc, waarin hij vierde werd in het eindklassement en in 1986 won hij de Europese Formule Ford 2000 cc-titel.
Hij stapte over naar de Formule 3000 naar Toms-Toyota. Hij toonde zijn talent en won een aantal races, ondanks het feit dat hij in een matige auto aan de start kwam. In 1987 eindigde hij op de zesde plaats in het eindklassement.

### Formule 1
Een jaar later mocht Blundell rijden voor het sportauto team van Nissan. Hij werd ook testrijder bij Williams. In 1990 werd hij de jongste rijder die een nieuw ronderecord en poleposition in de 24 uur van Le Mans behaalde.
1991 betekende een grote stap in Blundells carrière: hij maakte zijn Formule 1-debuut in een Brabham. Daarnaast bleef hij ook testrijder bij Williams. Het jaar erna bleef hij echter zonder team maar werd testrijder bij McLaren. Hij bleef ook sportauto-coureur en won met het Peugeot-team de 24 uren van Le Mans.
In 1993 kwam Mark Blundell opnieuw in de Formule 1, bij Ligier. Hij scoorde twee podiumfinishes in Zuid-Afrika en Duitsland en werd tiende in het wereldkampioenschap. Een jaar later stapte hij over naar Tyrrell. Dit seizoen werd niet erg succesvol en hij kwam maar één keer op het podium. Op het einde van het seizoen mocht hij het team dan ook verlaten. Dit bleek voor hem een erg goede zaak want doordat Nigel Mansell met pensioen ging, kon Blundell bij McLaren aan de slag naast Mika Häkkinen. Hij finishte vijfmaal in de punten en werd tiende in het eindklassement voor het wereldkampioenschap. Dit was zijn laatste jaar in de Formule 1, aangezien David Coulthard voor McLaren ging rijden. Hij werd in 1995 ook nog vijfde in de 24 uren van Le Mans.

### CART
Blundell verhuisde naar de Verenigde Staten na zijn Formule 1-carrière en ging rijden voor PacWest Racing, met Mauricio Gugelmin aan zijn zijde. Hij werd derde in het rookie-klassement. 1997 was zijn jaar van doorbraak en Blundell won in Portland, Toronto en Fontana en werd zesde in het kampioenschap. Hetzelfde jaar werd hij Brits rijder van het jaar, genomineerd door het Britse magazine Autosport. De volgende drie seizoen werden echter teleurstellend en zijn carrière in de Verenigde Staten was ten einde.

### Terug naar Europa
Mark Blundell ging terug naar Europa. Hij finishte niet in de 24 uren van Le Mans van 1998, hoewel hij en zijn teamgenoten wel een goede race hadden gereden. Hij werd ook F1-commentator bij ITV.
Hij testte wel nog een Champ Car voor Dale Coyne om Darren Manning voor de eerste CART-race in Groot-Brittannië in Rockingham en daarnaast racete hij ook in het WRC.
In 2003 boekte Blundell nog een paar successen in de sportauto's. Samen met Johnny Herbert en David Brabham werd hij tweede in 24 uren van Le Mans, waarmee ze met de Bentleys op 1 en 2 eindigden.
Samen met Martin Brundle beheert Blundell een management firma, 2MB Sports Management. Ze hebben onder andere Gary Paffett en Mike Conway onder contract staan.